# 世界禁断地帯
世界禁断地帯（せかいきんだんちたい、Mondo Mod）は1967年公開のアメリカ映画。
数あるモンド映画の中でも少々変わった、若者のドラッグ&ポップカルチャーにスポットライトを当てたサイケデリック色の強い異色作である。モンドと付いているが風俗ドキュメントに近い作りになっている。

## スタッフ
- 製作・監督：ピーター・ペリー
- 脚本：シャーマン・グリーン
- 撮影：レスリー・コヴァックス、ウィリアム・ジグモンド
- 音楽：ザ・グレッチメン